# Wolfgang Herrmann (Politiker, 1938)
Wolfgang Herrmann (* 27. Mai 1938 in Berneiten, Kreis Tilsit) ist ein deutscher Politiker (SPD).

## Leben
Wolfgang Herrmann besuchte die Volksschule und machte eine Lehre bei HDW, wo er von 1960 bis 1994 tätig war. Herrmann war Vorstandsmitglied im SPD-Ortsverein, Kreisvorsitzender der Arbeitsgemeinschaft für Arbeit der SPD Kiel, Mitglied des Landesvorstandes und bürgerliches Mitglied im Sportausschuss der Stadt Kiel. Ferner war er Mitglied der IG Metall in der Vertreterversammlung Kiel und dort Referent für Lohn und Gehalt sowie 2. Vorsitzender des SC Comet Kiel.

## Politik
Am 8. November 1994 rückte Wolfgang Herrmann für Björn Engholm in den Landtag von Schleswig-Holstein nach, dem er bis 1996 angehörte.